# Serpocaulon silvulae
Serpocaulon silvulae är en stensöteväxtart som först beskrevs av M. Kessler och A. R. Sm., och fick sitt nu gällande namn av Alan Reid Smith. Serpocaulon silvulae ingår i släktet Serpocaulon och familjen Polypodiaceae. Inga underarter finns listade.